# Comté de Perry (Illinois)
Pour les articles homonymes, voir Perry et Comté de Perry.
Le comté de Perry (en anglais : Perry County) est un comté des États-Unis, situé dans l'État de l'Illinois. 

## Comtés voisins
|                           | Nord : Comté de Washington |                                              |
| Ouest : Comté de Randolph | Comté de Perry             | Est : Comté de Franklin & Comté de Jefferson |
|                           | Sud : Comté de Jackson     |                                              |

## Transports
- U.S. Route 51
- Illinois Route 13
- Illinois Route 127
- Illinois Route 154

## Villes
- Cutler
- Du Quoin
- Pinckneyville
- Tamaroa
- Willisville